# T・R・Y〜夢への階段〜
『T・R・Y〜夢への階段〜』（トライ ゆめへのかいだん）は、UHF局初のハイビジョン放送対応ドラマとしてKBS京都テレビ、テレビ神奈川、テレビ埼玉が共同制作を行ったテレビドラマ。放送期間は2005年1月6日〜3月24日までの全12話。
ジュラシック・パークなどの製作に使われたハイビジョンカメラ、HDW−F900を使用しての製作という事で、フジサンケイ ビジネスアイにも取り上げられ、経済ニュースにもなった。脚本・監督は林正明。

## あらすじ
高校を卒業後、女優になる事を夢見て静岡から上京して来た少女、真琴（長澤奈央）。頼りは東京へ修学旅行に来た時にスカウトされた芸能事務所のスカウトマンの名刺一枚。名刺に書いてある住所を探し、意気揚々と事務所に入って行くが、事務所は既に倒産していた。途方に暮れる真琴に、姉、祐希（清水園美）は今出来る事から始めようと励ます。祐希が向かった先はなじみのダイニングバー。そこでバイトをしている直行（藤井樹）に、名門養成所「シオン」へ推薦して欲しいと頼む。始めは渋っていた直行だが、祐希の熱意に負け、中途入学の推薦を約束する。晴れて「シオン」へ入学した真琴は、強力なライバル、特待生清香、そして様々な困難を乗り越えながら、次第に才能を開花させて行く……。

## 出演
- 長澤奈央
- 藤井樹
- 清水園美
- 津田寛治
- 松嶋初音

ほか